# Chrysothlypis chrysomelas
A Chrysothlypis chrysomelas  a madarak osztályának verébalakúak (Passeriformes) rendjébe és a tangarafélék (Thraupidae) családjába tartozó  faj.

## Rendszerezése
A fajt Philip Lutley Sclater és Osbert Salvin írták le 1869-ben, a Tachyphonus nembe Tachyphonus chrysomelas néven. Jegyezték Chrysothlypis chrysomelaena néven is.

## Alfajai
- Chrysothlypis chrysomelas chrysomelas (P. L. Sclater & Salvin, 1869)
- Chrysothlypis chrysomelas ocularis Nelson, 1912
- Chrysothlypis chrysomelas titanota Olson, 1981[2]

## Előfordulása
Közép-Amerikában, Costa Rica, Nicaragua és Panama területén honos. Természetes élőhelyei a szubtrópusi és trópusi síkvidéki esőerdők. Állandó, nem vonuló faj.

## Megjelenése
Átlagos testhossza 12 centiméter, testtömege 11–15 gramm.

## Életmódja
Ízeltlábúakkal és gyümölcsökkel táplálkozik.

## Természetvédelmi helyzete
Az elterjedési területe nem nagy, egyedszáma viszont csökken, de még nem éri el a kritikus szintet. A Természetvédelmi Világszövetség Vörös listáján nem fenyegetett fajként szerepel.